# Shogo Omachi
Shogo Omachi (大町 将梧 Omachi Shogo?), född 4 maj 1992 i Nagasaki prefektur, är en japansk fotbollsspelare.
Omachi började sin karriär 2013 i Zweigen Kanazawa. Han spelade 54 ligamatcher för klubben. 2016 flyttade han till Honda FC.